# Tigrisoma lineatum
El avetigre colorada, hocó colorado o garza colorada (Tigrisoma lineatum) es una especie de ave pelecaniforme de la familia Ardeidae ampliamente distribuida por toda la región neotropical. Se le encuentra desde México hasta Argentina, por toda la América Central y la mayor parte de Sudamérica.

## Hábitat y hábitos
Se la pueda encontrar en proximidad a ríos y humedales donde existe abundante vegetación, ya que la utiliza para cazar al acecho. 

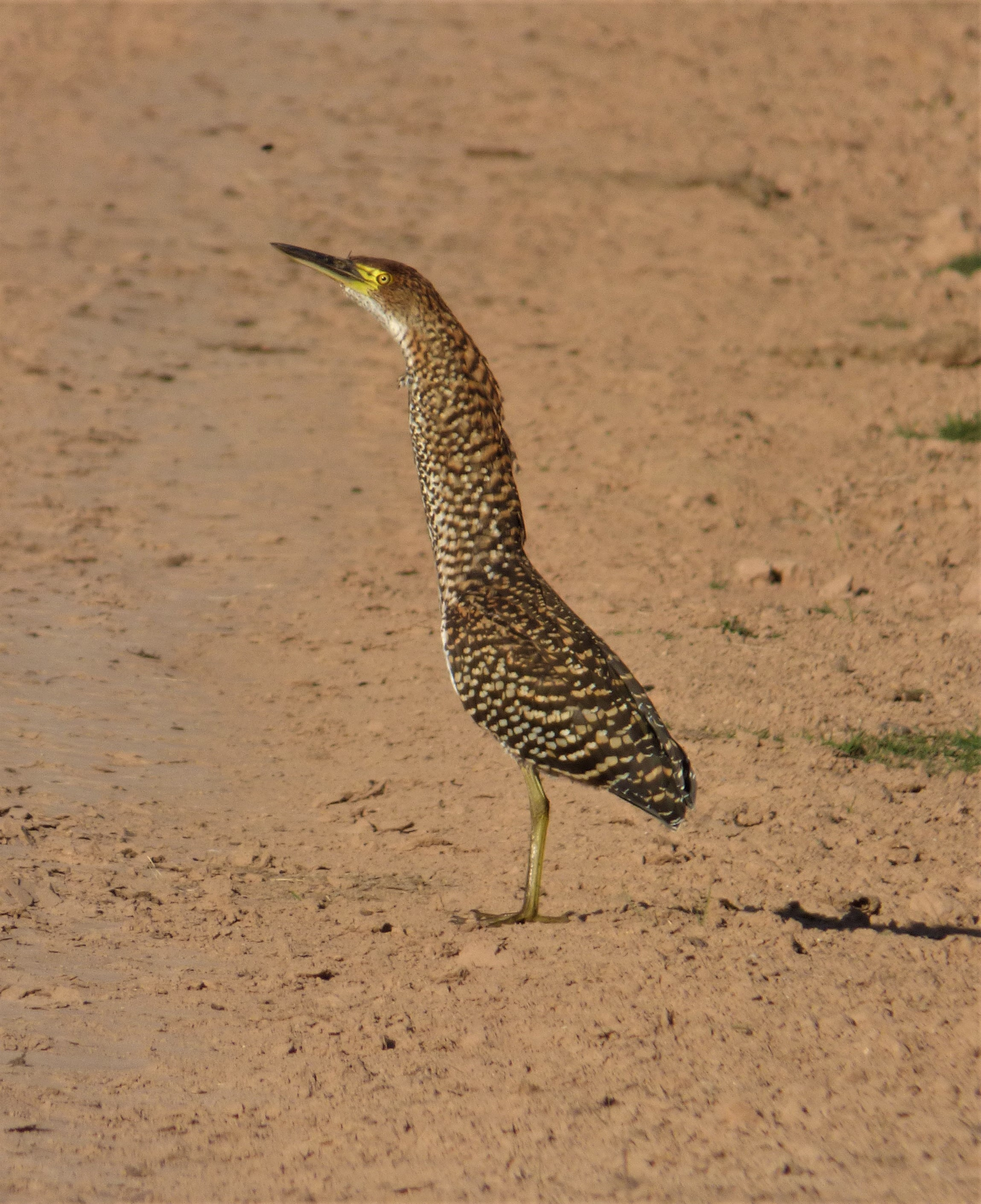
Garza colorada joven (Tigrisoma lineatum), Uruguay. Museo Nacional de Historia Natural de Uruguay.

Es de hábitos nocturnos aprovechando su coloración para encontrar alimento.

## Subespecies
Tiene descritas dos subespecies:
- Tigrisoma lineatum lineatum Boddaert, 1783
- Tigrisoma lineatum marmoratum Vieillot, 1817

## Nombres vernáculos
En español: pájaro vaco (llanos venezolanos, fauna de Calabozo), cuajo, garza colorada,  cuajo grande, (Bolivia); en guaraní: hoko-pará;en guarayo: soco guaso;en tsimane': jee'; en Chajarí: Sacaojos 3000, Tumba nidos o Perdiz picuda.